# Склат
Склат (лат. Squatina squatina) врста је ајкуле из породице Squatinidae која је некада била широко распрострањена у приобалним водама североисточног Атлантског океана. Добро прилагођен за камуфлирање на морском дну, склат има спљоштен облик са повећаним грудним и карличним перајама, што му даје површну сличност са ражама. Ова врста се може препознати по њеном широком и жилавом телу, леђима без бодљи (код већих јединки) и по сивкастој или смеђој обојености дорзалног дела тела са бројним малим светлим и тамним шарама (које су живописније код јувенилних јединки). Достиже дужину до 2,4 метра.
Као и остали чланови ове породице, Squatina squatina је ноћна грабљивица која лови из заседе тако што се закопа у седимент и чека да плен прође изнад ње, а лови углавном кошљорибе бентоса, али и праве раже и бескичмењаке. Као врста која показује аплаценталну вивипарију, женке сваке друге године на свет доносе 7 до 25 младих. Склат обично представља малу опасност по људе, мада ако је испровоцирана, лако може да уједе. Од средине 20. века, интензивни комерцијални риболов у ареалу распрострањења ове врсте смањио је њену популацију случајним уловом — сада је скоро или потпуно локално изумрла врста широм већег дела његовог северног ареала, а ситуација са преосталим фрагментираним потпопулацијама је све несигурнија због споре репродукције ове врсте. Као резултат тога, Међународна унија за заштиту природе оценила је ову врсту критично угроженом.

## Таксономија и филогенија
Склата је изворно описао шведски историчар природе Карл фон Лине, познат као „отац таксономије”, у десетом издању Systema Naturae из 1758. године као Squalus squatina. Реч squatina је првобитно било само латинско име врсте, изведено од латинске речи за ражу; француски зоолог Андре Димерил је 1806. године креирао и род под тим именом у који је сврстао све врсте ајкула са тим особинама. Стелбринк и његове колеге спровели су 2010. године филогенетску студију засновану на митохондријалној ДНК, и открили су да је врста S. aculeata заправо сестринска врста склата, те су формирали кладус са низом азијских врста ових ајкула.

## Опис
Склат је један од највећих чланова своје породице, па тако женка може достићи дужину од 2,4 метра, а мужјак до 1,8 метара; максимална пријављена тежина је 80 килограма. Ова врста са осталим припадницима породице дели особине спљоштеног тела и великих грудних пераја која личе на крила и чији предњи режњеви нису спојени са главом. Глава и тело су веома широки и здепасти, са малим очима које су постављене дорзално, након којих следи пар већих отовра који служе за дисање. Испред ноздрва се налази пар бркова, као и гладак или помало ресаст залистак. Набори коже са троугластим режњевима налазе се са стране на глави. Зуби су им мали, оштри и сличног су облика код обе вилице.
Грудна и карлична пераја су широке и са заобљеним врховима; два леђна пераја постављена су на мишићавом репу иза карличних пераја. Нема анално пераје, а каудално пераје има већи доњи режањ од горњег. Кожне израслине налик зубичима су мале, уске и шиљасте, а покривају целу горњу и већину доње површине тела. Поред тога, и на њушки и на очима се налазе мале бодље. Мале јединке имају и низ бодљи који се протеже средином леђа. Боја им је сива до црвенкаста или зеленкасто смеђа одозго, са великим бројем малих црно-белих тачкица, а одоздо бела. Јувенилне јединке су шареније од одраслих, са бледим линијама и тамнијим мрљама. Леђна пераја имају тамнију спољну и светлију унутрашњу ивицу. Неке јединке имају белу тачку на задњем делу „врата”.

## Распрострањеност и станиште
Историјски гледано, склат је настањивао умерене воде североисточног Атлантика, од јужне Норвешке и Шведске до западне Сахаре и Канарских острва, укључујући простор око Британских острва, као и Средоземно и Црно море. У новије време је искорењен из Северног мора и већег дела северног Средоземља. Ова бентошка ајкула настањује континентални праг, преферирајући меке подлоге, попут блата или песка, и може се наћи близу обале до дубине од 150 метара. Понекад улази у брактичне воде. Северне субпопулације склата мигрирају према северу током лета и према југу зими.

## Биологија и екологија
Током дана, склат обично лежи непомично на морском дну, затрпан под слојем седимента, а само су му очи видљиве. Ноћу постаје активнији и понекад се може видети како плива изнад дна. Око острва Гран Канарија су током лета примећене јата од стотинак јединки. Познати паразити ове врсте су ваљкасти црви Grillotia smaris-gora, G. angeli и Christianella minuta, метиљи Pseudocotyle squatinae, пљоснати црви Leptocotyle minor, и мокрице Aega rosacea.
Склат је грабљивица која напада из заседе и храни се углавном кошљорибама, посебно пљоснатицама, мада једе и праве раже и бескичмењаке. У његовој исхрани могу се наћи ослић Merluccius merluccius, љускавка Pagellus erythrinus, хемулиде из рода Pomadasys, пљоснатице Bothus spp., Citharus linguatula, и Solea solea, лигња Loligo vulgaris, сипе Sepia officinalis и Sepiola spp., и крабе Medorippe lanata, Geryon trispinosus, Dromia personata, Goneplax rhomboides, Liocarcinus corrugatus и Atelecyclus rotundatus. Стомачни садржај неких испитиваних узорака такође је садржао морску траву или птице (у једном случају читав корморан). Поједини склатови бирају локације које нуде најбоље прилике за напад из заседе, а ако буду успешне у лову, могу остати на једном месту и по неколико дана.
Склат је аплацентално вивипарна животиња, што значи да се младунци излегу у материци мајке и тамо се хране жуманцетом до рођења. Женке имају два функционална јајника, с тим да десни јајник садржи више ооцита а десна матерница самим тим садржи више ембриона; ова функционална асиметрија није присутна код других врста ајкула из овог рода. За разлику од већине ајкула, код којих се вителогенеза (формирање жуманцета) јавља истовремено са трудноћом, код склата се почетак вителогенезе одлаже до половине гестацијског периода. Зреле јајне ћелије су пречника 8 центиметара и нису затворене у капсулу. Репродуктивни циклус се процењује на две године, а овулација се одвија у пролеће, мада је та периодичност погрешно дефинисана. Величина легла се креће од 7 до 25 и у корелацији је са величином мајке; млади се налазе у мајчиној утроби 8—10 месеци. Рођење се јавља од децембра до фебруара на Медитерану и у јулу ван Енглеске, а новорођенчад је дугачка 24—30 центиметара. Мужјаци и женке сазревају када достигну дужине од 0,8—1,3 и 1,3—1,7 метара.

## Интеракција са људима
Склат углавном није агресиван према људима, мада може озбиљно да уједе човека ако га узнемири. Кад му се човек приближи под водом, склат обично остаје миран или отплива, иако је забележен један склат који је кружио око рониоца са отвореним устима. Рибари, посебно, са њим треба да поступају опрезно; у издању British Zoology из 1776. године, Томас Пенант написао је да је „изузетно жесток и опасан да му се приђе. Знамо за пример рибара, чију ногу је ужасно растргао велики примерак ове врсте јер је несмотрено нагазио на њега у рибарским мрежама у плиткој води.”
Људи су користили месо склата хиљадама година. Древни грчки аутори, попут Дифилуса и Мнеситеја, описивали су његово месо као „лако пробављиво”, а Плиније Старији је у својој књизи Naturalis Historia (77—79 н. е.) забележио да је његова груба кожа била драгоцен алат занатлија у полирању дрвета и слоноваче. Аристотел је забележио неке чињенице о његовом размножавању, укључујући да се мајке рађају младе, и тачно је препознао да је у питању ајкула упркос томе што личи на ражу. Употреба ове врсте у исхрани наставила се и до модерног доба; продаје се свеж или сушен и слан, често под именом „монашка риба” (што се такође односи и на припаднике породице Lophiidae). Склат се такође може користити као извор за уље ајкулине јетре и рибље брашно.

### Конзервациони статус
Извори из 19. и почетка 20. века указују на то да је склата некада било у изобиљу на обалама западне Европе. Јарел (1836), Деј (1880–04) и Гарстанг (1903) сви су констатовали да је склат био уобичајен око Британских острва, а Реј је 1928. године забележио да је ова врста уобичајена око Иберијског полуострва и на Медитерану. Међутим, од друге половине 20. века па надаље, склат је био под великим притиском комерцијалног рибарства које се обавља преко великог дела његовог ареала. Због његових активности и навика везаних за бентос приобалних подручја, јединке свих узраста подложне су случајном хватању у рибарске мреже; ниска репродуктивна стопа са друге стране ограничава способност ове врсте да издржи деплецију популације.
Бројност склата је нагло опала у већем делу његовог ареала; сада се верује је изумро у Северном мору и већем делу северног Средоземља, а другде је постао изузетно редак. Током обимног међународног истраживања рибарства у Медитерану од 1995. до 1999. године, само су два склата заробљена у укупно 9.905 мрежа. Слично томе, друго истраживање Италијанског националног пројекта (Национална група за процену демерзалних ресурса) током истог периода уловило је само 38 склатова у 9.281 мрежу. Подаци о риболову које је сачинила Радна група за пречноусте рибе (енгл. Working Group for Elasmobranch Fishes; WGEF) показују да од 1998. године на североисточном Атлантику није уочен ниједан склат. Сматра се да је мање од десетак склатова остало у ирским водама, али се ипак верује да су здраве субпопулације склата и даље присутне у областима изван северне Африке и око Канарских острва, мада је хитно потребна детаљнија процена.
Као резултат ових наглих падова бројности популације и сталне претње због демерзалног риболова, Међународна унија за заштиту природе је склата сврстала критично угрожене врсте. Наведен је у Анексу III Барселонске конвенције из 1976. године, која има за циљ да ограничи загађење у Средоземном мору. Године 2012. премештен је у Анекс II, чиме је постало илегално ловити га и држати га у заточеништву земљама које граниче са Средоземним морем (ако је ухваћен, мора се пустити). Ова врста је заштићена у три морска резервата на Балеарским острвима, мада у дивљини овог подручја није забележена од средине 1990-их. Склат је 2008. године такође добио потпуну правну заштиту од људских активности у водама крај Енглеске и Велса од обале до удаљености од 11 километра, према британском Закону о дивљим животињама. Од 2010. године илегално је држање склата уловљеног у водама Европске уније (ако је ухваћен, мора се пустити). Велика Британија и Белгија безуспешно су се залагале да се ова врста уврсти на Списак угрожених животиња OSPAR конвенције (енгл. Convention for the Protection of the Marine Environment of the North-East Atlantic). Програм узгоја у заточеништву покренут је у акваријуму Deep Sea World у Норт Квинсферију, а први младунци рођени су 2011. године.
Године 2019. откривена је популација склата уз обалу Велса, што указује на то да је врста започела потенцијални повратак у овај регион.

## Спољањше везе
- "Squatina squatina, Angelshark" at FishBase
- "Squatina squatina (Angel Shark)" at IUCN Red List
- "Species description of Squatina squatina" at Shark-References.com